# 小行星8547
小行星8547（英語：8547）是一颗围绕太阳公转的小行星。1994年2月4日，上田清二、金田宏在钏路市发现了此天体。
这颗小行星的绝对星等为154.5963456109088等。